# Сапожков Євген Володимирович
Євген Володимирович Сапожков (рос. Евгений Владимирович Сапожков; 2 травня 1978, с. Дубки, СРСР) — російський хокеїст, захисник. Виступає за «Кубань» (Краснодар) у Вищій хокейній лізі. 
Вихованець хокейної школи «Торпедо» (Ярославль). Виступав за: «Салават Юлаєв» (Уфа), ЦСКА (Москва), «Сибір» (Новосибірськ), «Газовик» (Тюмень), «Сєвєрсталь» (Череповець), «Спартак» (Москва), «Лада» (Тольятті), «Сокіл» (Красноярськ), «Кристал» (Саратов), «Аріада-Акпарс» (Волжськ), Кубань Краснодар.